# Michel Grandpierre
Pour les articles homonymes, voir Grandpierre.
Michel Grandpierre est un homme politique français, né le 15 mai 1933 à Sotteville-lès-Rouen, mort le 2 janvier 2010 à Saint-Aubin-lès-Elbeuf.

## Biographie
Fils de cheminot, Michel Grandpierre apprend le métier de sellier garnisseur à la SNCF.
Il adhère en 1960 au Parti communiste français, dont il devient membre du bureau fédéral en 1968.
Il est élu conseiller municipal à Saint-Étienne-du-Rouvray en 1965, puis devient en 1973, maire de la ville, fonction qu'il exerce jusqu'en 2002. Vice-président de l'agglomération de Rouen, il est conseiller général de 1982 à 1993.
De mars 1993 à avril 1997, il est député de la 3e circonscription de la Seine-Maritime pour la Xe législature. Inscrit au groupe communiste, il siège à la Commission de la défense nationale et des forces armées. Il participe également à la Commission d'enquête sur la situation de la SNCF.
Maire honoraire depuis 2002, Michel Grandpierre reste conseiller municipal jusqu'en 2008.
Il meurt le 2 janvier 2010 à Saint-Aubin-lès-Elbeuf. Un hommage lui est rendu sur le parvis de l’hôtel de ville de Saint-Étienne-du-Rouvray.

## Détail des mandats
- Maire de Saint-Étienne-du-Rouvray (Seine-Maritime) de 1973 à 2002
- Conseiller général de 1982 à 1993
- Député de la Seine-Maritime de 1993 à 1997

### Articles dans la presse
- « Un élu bâtisseur et engagé », Paris-Normandie, 4 janvier 2010 [lire en ligne]
- « Le bien-être des Stéphanais », Paris-Normandie, 4 janvier 2010 [lire en ligne] [payant]